# 명세 언어
명세 언어(Specification language), 명세 기술 언어는 전산학에 쓰이는 형식 언어이다. 시스템을 추가하고 직접 실행할 수 있는 형식 언어인 프로그래밍 언어와 달리, 명세 언어는 소프트웨어 시스템 디자인에서 의존성 분석을 위해 쓰인다.
명세 언어는 일반적으로 직접 실행되지 않는다. 이 언어는 프로그래밍 언어보다 높은 수준에서 시스템을 기술한다. 실제로 요구 명세 내용이 필요없는 세세한 내용으로 어수선하다면 오류라고 인식할 수 있다. 그 까닭은 이러한 상세 내용이 "어떻게"가 아니라, "무엇을"을 기술하기 때문이다.

## 언어
- 통일 모델링 언어
- CASL
- 비엔나 개발 방식
- Z 언어

## 같이 보기
- 통합 모델링 언어